# Natuurwetenschap

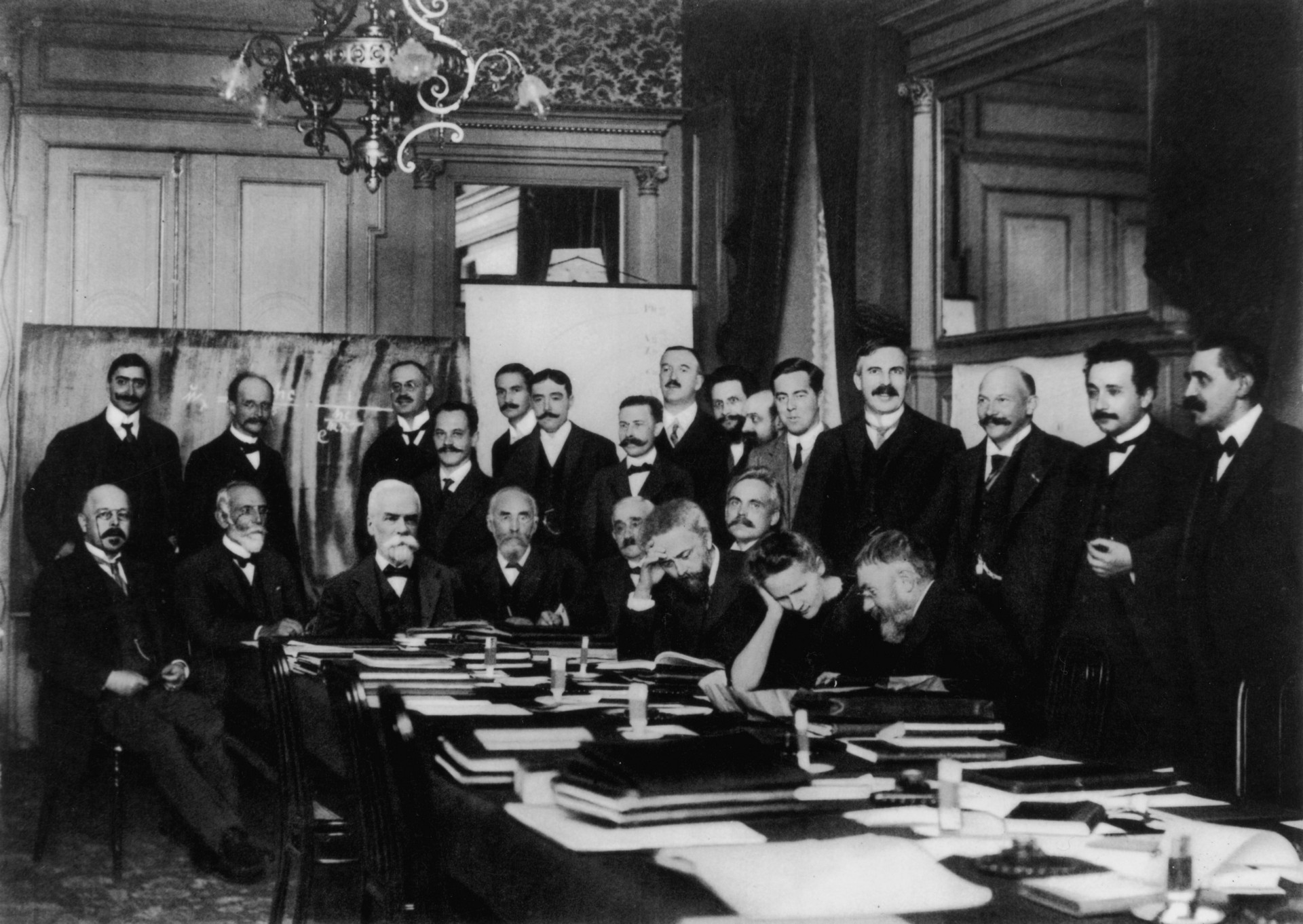
Natuurkundigen tijdens de Solvayconferentie in 1911. Op de foto onder meer Hendrik Lorentz, Ernest Solvay, Marie Curie, Henri Poincaré, Ernest Rutherford, Heike Kamerlingh Onnes en Albert Einstein.

Natuurwetenschap is een overkoepelende term voor dat deel van de wetenschap dat, met empirische en wetenschappelijke methoden, probeert de natuurwetten te achterhalen die schuilgaan achter de natuurverschijnselen. De drie natuurwetenschappelijke hoofdrichtingen zijn de natuurkunde, de scheikunde en de biologie. De formele wetenschap van de wiskunde is een belangrijke hulpwetenschap in het natuurwetenschappelijke bedrijf.
Via presentaties en debatten tijdens conferenties en symposia, en met peerreviews (collegiale toetsing) van nieuwe wetenschappelijke publicaties, werkt de wetenschappelijke gemeenschap aan het waarborgen van de kwaliteit van haar methodes, en aan deugdelijke interpretaties van de resultaten.
Samen met de technische wetenschappen en wiskunde vormen de natuurwetenschappen de exacte wetenschappen. De natuurwetenschap richt zich op het formuleren van theorieën, en op het onderzoeken van de natuurwetten. De technische wetenschap richt zich op de toepassing van wetenschappelijke theorieën, en de technologische ontwikkelingen die uit deze toepassingen voortvloeien.

## Indeling

### Klassieke natuurwetenschappen
- Studie van de levenloze materie:

Atoommodel van Bohr van een chemisch element met atoomnummer Z (met kernlading Ze) waarin een elektron terugvalt van energieniveau 3 naar 2, en daarbij een foton uitzendt

  1. natuurkunde (fysica), met onder andere
    - astrofysica
    - continuümmechanica
    - deeltjesfysica
    - geofysica
    - kernfysica
    - klassieke mechanica
    - kwantummechanica
    - lagetemperatuurfysica
    - optica
    - plasmafysica
    - theoretische natuurkunde
    - vastestoffysica

  2. scheikunde (chemie), met onder andere
    - fysische chemie
    - analytische chemie
    - anorganische chemie
    - organische chemie
    - theoretische chemie

  3. aardwetenschappen, met onder andere
    - aardrijkskunde of geografie
    - geologie of aardkunde
    - glaciologie of gletsjerkunde
    - klimatologie en meteorologie of weerkunde
    - mineralogie of delfstofkunde
    - oceanografie of zeekunde
    - pedologie of bodemkunde

  4. astronomie of sterrenkunde, inclusief kosmologie
  5. materiaalkunde
    - kristallografie
    - continuümmechanica, thermodynamica en kinetica
    - statica, dynamica en mechanica
    - materiaalkarakterisering
    - metallurgie (metaalonderzoek)
    - vastestofleer (vastestoffysica, vastestofchemie)
    - materiaalontwikkeling en onderzoek naar materiaaleigenschappen

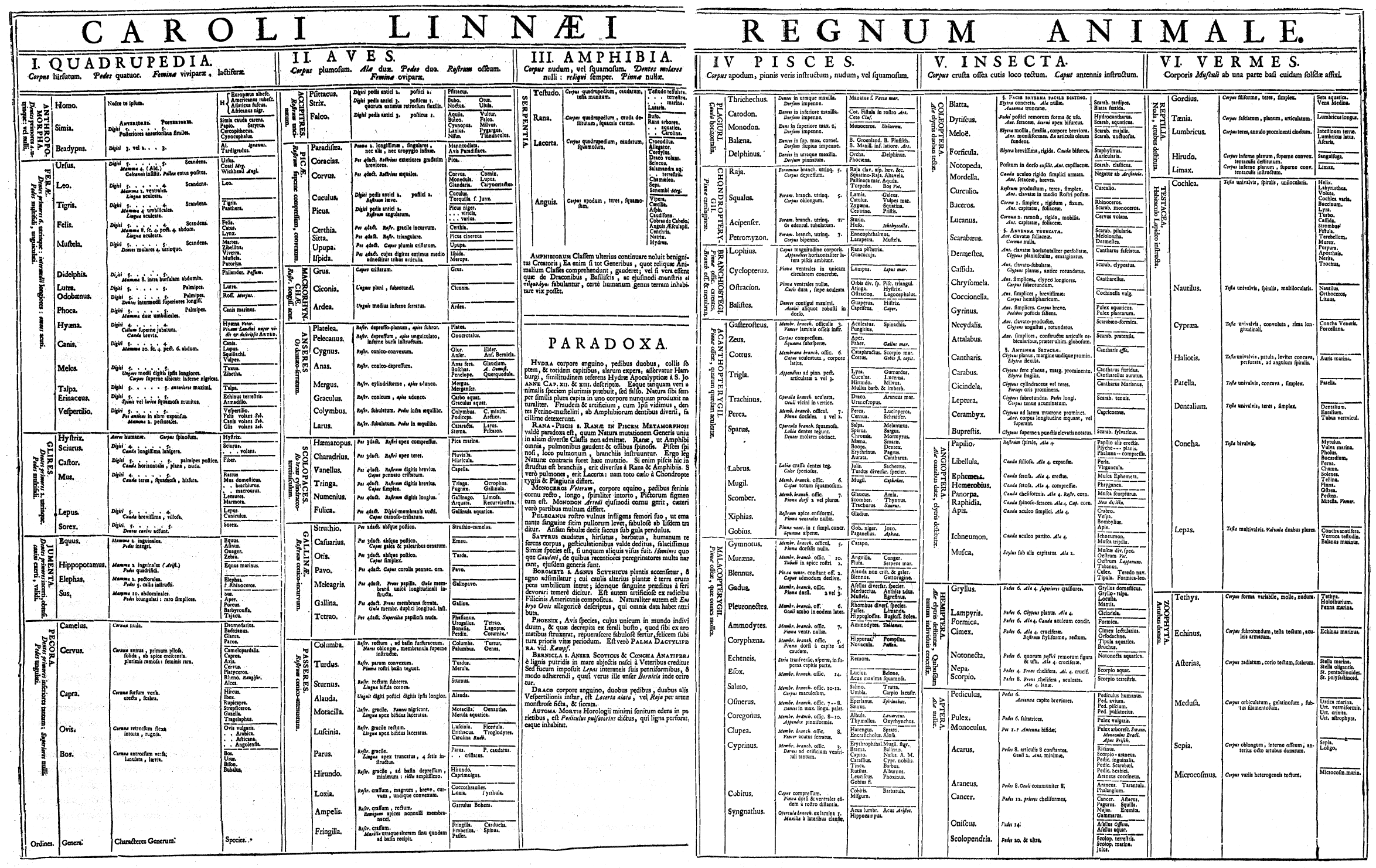
Linnaeus' tabel van het dierenrijk uit Systema Naturae (1735). Hij maakte de indeling in het Latijn van "I. Quadrupedia II. Aves III. Amphibia IV. Pisces V. Insecta VI. Vermes", dus viervoeters, vogels, amfibieën, vissen, insecten en wormen. Bij de viervoeters begon hij met de mensachtigen, waaronder hij de mens, apen en de luiaard schaarde.

- Biologie, de studie van de levende materie: organismen, levensprocessen en levensverschijnselen, met onder andere:
  - (bio)systematiek, de studie van de soortverscheidenheid van organismen op aarde, van de verwantschappen tussen verschillende soorten organismen, en de reconstructie van het ontstaan van soorten gedurende de evolutie.
  - bijzondere biologie, studie van bepaalde taxonomische groepen, met onder andere
    1. botanie of plantkunde, studie van de planten
    2. zoölogie of dierkunde, studie van de dieren
    3. fycologie of algologie, studie van algen
    4. microbiologie, studie van micro-organismen
    5. mycologie, studie van de schimmels
    6. virologie, studie van de virussen

  - fysiologie, studie van de levensverrichtingen of levensfuncties
  - genetica of erfelijkheidsleer
  - ecologie
  - ethologie of gedragsbiologie
  - morfologie en anatomie, studie van de uitwendige en inwendige bouw en vorm van organismen
  - paleontologie, de studie van fossiele resten en sporen van organismen

### Levenswetenschappen
Vanwege de maatschappelijke vraag is er een groei in de studie van de levende materie ontstaan, met meer interdisciplinair-natuurwetenschappelijke vakgebieden, die niet geheel onder de biologie passen. De discipline van de studie naar levende materie wordt daarom ook wel "levenswetenschappen" in plaats van biologie genoemd. Naast de eerder onder 'biologie' genoemde vakgebieden vallen daar ook onder:
- levenswetenschappen[1]:
  - biochemie, het raakvlak van de biologie en de scheikunde
  - biofysica, een interdisciplinaire wetenschap die theorieën en methoden uit de natuurkunde toepast op biologische systemen
  - biogeografie, studie van verspreidingspatronen van organismen
  - bio-informatica
  - biomathematica, wiskundige biologie
  - klinische biologie, medische microbiologie
  - neurobiologie, de tak van de dierfysiologie en de anatomie, die de werking van het zenuwstelsel bestudeert